# William Elliott Debenham
William Elliott Debenham (geboren am 15. Januar 1839 in Bury Saint Edmunds, Suffolk; gestorben am 14. November 1924 in Wimbledon) war ein englischer Fotograf.

## Leben
William Elliott Debenham war der Sohn von Samuel John Debenham (1807–1887) und Salome Warren (1809–1880). Ab 1859 Mitglied der Photographic Society (später The Royal Photographic Society). Vom 3. März 1876 bis 1903 hatte er sein Studio „Massingham House, 46 Haverstock Hill, St. Pancras, London“ in dem die Aufnahmen acht Aufnahmen von Friedrich Engels entstanden. Zwei weitere Studios hatte er 158 Regent Street in London und in 188 Regent Street. Er fotografierte 1863 den Premierminister William Ewart Gladstone. Einige Aufnahmen werden auch im Victoria  und Albert Museum ausgestellt. In der National Portrait Gallery befinden sich zwölf Fotografien von Debenham.
Er war verheiratet Amanda Southwell (1843–1884). Aus der Ehe gingen vier Kinder hervor u. a. von  William Edwin Southwell Debenham (* 1867) und Frederick Debenham (* 1868).

## Fotografien

Friedrich Engels
Friedrich Engels, 1888
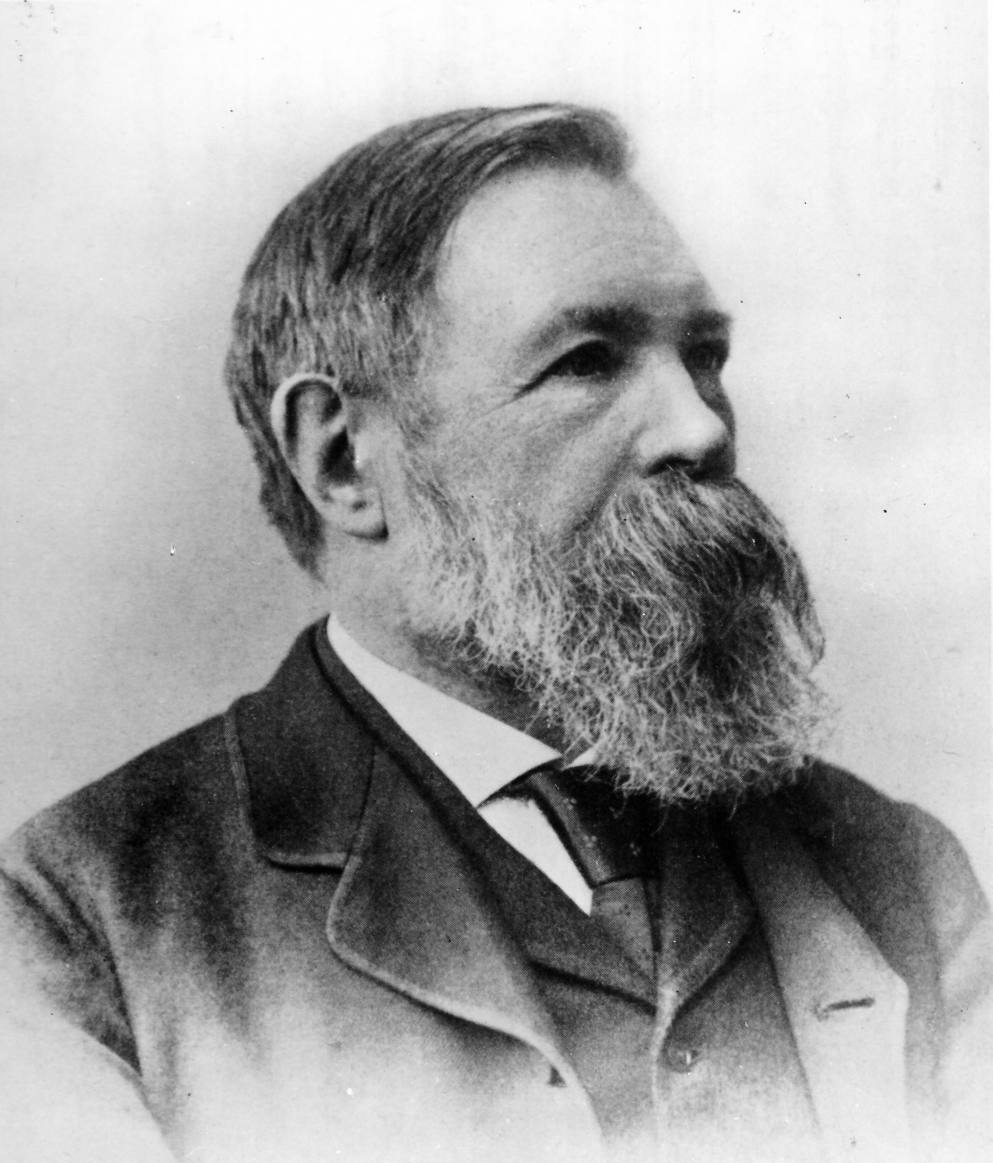
Friedrich Engels, 1891

- William Ewart Gladstone
- Samuel Bush Toller
- James Yearsley
- Arthur Fitzgerald Kinnaird, 10th Lord Kinnaird of Inchture and 2nd Baron Kinnaird of Rossie
- John Lawrence, 1. Baron Lawrence
- James Stansfeld
- Herbert Thomas Dalziel
- May Lily Dalziel
- Windham Wyndham-Quin, 4th Earl of Dunraven and Mount-Earl